# Alessandro Fè d’Ostiani
Conte Alessandro Fè d’Ostiani (* 12. Juni 1825 in Brescia; † 4. Juni 1905 in Rom) war ein Diplomat und Politiker im Königreich Italien, der unter anderem zwischen 1862 und 1870 Geschäftsträger, Ministerresident sowie zuletzt Gesandter im Kaiserreich Brasilien, von 1870 bis 1877 Gesandter im Kaiserreich China sowie zugleich zwischen 1870 und 1877 Gesandter im Japanischen Kaiserreich, von 1877 bis 1880 erneut Gesandter in Brasilien, zwischen 1880 und 1881 Gesandter im Königreich Belgien, von 1881 bis 1887 Gesandter in der Schweiz sowie von 1887 bis 1894 Gesandter im Königreich Griechenland war. Er war ferner von 1890 bis zu seinem Tode 1905 Mitglied des Senats (Senato del Regno).

## Leben

### Studium, Eintritt in den diplomatischen Dienst
Alessandro Fè d’Ostiani war ein Nachfahre der aus Brescia stammenden Adelsfamilie Fè d’Ostiani sowie ein Sohn von Giulio Fè d’Ostiani und Contessa Paola Fenaroli. Ein Cousin war von ihm war der General der Kavallerie Alessandro Fè d’Ostiani. Er absolvierte ein Studium der Rechtswissenschaften an der Universität Wien, welches er mit einem Laurea in giurisprudenza beendete. Am 17. April 1848 trat als Attaché in den diplomatischen Dienst und wurde an die Vertretung des Königreichs Lombardo-Venetien im Königreich Sardinien versetzt, an der bereits am 5. Mai 1848 zum Legationssekretär ernannt wurde. Am 20. März 1849 wechselte er als Legationssekretär Zweiter Klasse in den diplomatischen Dienst des Königreichs Sardinien und versah vom 17. September 1849 bis zum 6. April 1857 Dienst an dessen Vertretung im Kaiserreich Brasilien mit Sitz in Rio de Janeiro. Er wurde am 3. August 1854 zum Legationssekretär Erster Klasse befördert und am 28. November 1861 zur Gesandtschaft im Französischen Kaiserreich versetzt.
Am 30. März 1862 kehrte er als Geschäftsträger an die Vertretung im Kaiserreich Brasilien zurück und wurde dort am 10. Januar 1864 zum Ministerresident ernannt, ehe er nach seiner Beförderung zum Gesandten Zweiter Klasse (Inviato straordinario di II classe) zwischen dem 27. Januar 1867 und dem 7. März 1870 außerordentlicher Gesandter und bevollmächtigter Minister im Kaiserreich Brasilien war. Während dieser Zeit wurde er 1867 Mitglied der neu gegründeten Geographischen Gesellschaft, der Società Geografica Italiana. Am 7. März 1870 wurde er in Personalunion Gesandter im Kaiserreich China sowie zugleich Gesandter im Japanischen Kaiserreich und verblieb auf diesen Posten bis zum 22. Februar 1877. Am 25. November 1877 wurde er abermals Gesandter im Königreich Brasilien und verblieb dort bis zum 19. Dezember 1880.
Nach seiner Beförderung zum Gesandten Erster Klasse (Inviato straordinario di I classe) am 19. Dezember 1880 wurde Fè d’Ostiani zunächst Gesandter im Königreich Belgien. Nach weniger als einem Jahr übernahm er am 25. Juli 1881 den Posten als Gesandter in der Schweiz, nachdem der bisherige Gesandte Luigi Amedeo Melegari am 22. Mai 1881 in Bern verstarb. Zuletzt wurde er am 25. Dezember 1887 noch Gesandter im Königreich Griechenland und hatte dieses Amt bis zu seinem Eintritt in den Ruhestand am 29. November 1894 inne.

### Senator und Bürgermeister
Am 4. Dezember 1890 wurde Alessandro Fè d’Ostiani zum Mitglied des Senats (Senato del Regno) ernannt und gehörte diesem vom 13. Dezember 1890 bis zu seinem Tode am 4. Juni 1905 an. Er wurde am 24. Februar 1895 noch Mitglied des Consiglio del contenzioso diplomatico, des Komitees für Rechtsfragen des Außenministeriums, und gehörte auch diesem bis zu seinem Tode an. Er engagierte sich zudem in den Kommunalpolitik und war Mitglied des Gemeinderates (Consigliere comunale) von Brescia sowie zudem zwischen 1899 und 1905 Bürgermeister von Bienno, eine Kleinstadt in der Provinz Brescia.
Während seiner Senatszugehörigkeit war er vom 29. Januar 1903 bis zu seinem Tode am 4. Juni 1905 Mitglied der Kommission zur Prüfung von Gesetzentwürfen zu internationalen Verträgen (Commissione per l’esame dei disegni di legge sui trattati internazionali) und wurde zuletzt am 7. Februar 1905 noch Mitglied der Kommission zur Prüfung des Gesetzentwurfs „Stiftung der Krone während der Regierungszeit Seiner Majestät Vittorio Emanuele III“ (Commissione per l’esame del disegno di legge „Dotazione della Corona durante il Regno di Sua Maestà Vittorio Emanuele III“). Aufgrund seiner langjährigen Verdienste wurde er Ritter, Großoffizier des Ordens der Krone von Italien sowie Kommandeur und Großoffizier des Ordens der Heiligen Mauritius und Lazarus und bekam ferner das Großkreuz des Ordens der Krone von Italien verliehen. Aus seiner Ehe mit Maria Sonza de Breves ging die Tochter Paolina hervor, die mit Tristano De Montholon Semonville verheiratet war.